# Josip Lavtižar
Josip Lavtižar, slovenski rimskokatoliški duhovnik, skladatelj, pisatelj, zgodovinar in potopisec, * 12. december 1851, Kranjska Gora, † 20. november 1943, Rateče.

## Življenje
Josip Lavtižar se je rodil kot tretji od šestih otrok na domačiji, ki se ji je po domače reklo pri Žnidarju.  Kranjskogorski župnik je staršem svetoval, naj nadarjenega dečka dajo študirat. Poslali so ga v Ljubljano, kjer je končal najprej ljudsko šolo, kot gojenec Alojzijevišča pa še gimnazijo. Po maturi leta 1870 je vstopil v ljubljansko bogoslovje in bil 11. septembra 1875 posvečen v duhovnika. 
Svojo prvo kaplansko službo je dobil leta 1875 v Gorjah, leta 1877 pa so ga prestavili v Tržič, kjer je spoznal Jakoba Aljaža. Služboval je še v Poljanah nad Škofjo Loko in v Šenčurju. Leta 1885 je obiskoval višjo cerkevno šolo v Regensgurgu in jo naslednje leto zaključil z odliko. 
Kot župnik je služboval v Bukovščici v Selški dolini, od tam je odšel v Kokro in za kratek čas na Bled. Decembra leta 1896 je postal župnik v Ratečah. Upokojil se je pri 88 letih in nato živel v Planici pri Ratečah. Med drugo svetovno vojno so brez župnika ostale kar tri gorenjske župnije, zato se je takrat devetdesetletni Lavtižar spet aktiviral. Prevzel je delo na Dovjem, v Kranjski Gori in v Ratečah-Planici. Leta 1941 so ga Nemci aretirali in deportirali v Mekinje, a ga zaradi visoke starosti in protestov prebivalstva izpustili domov.
Zaslužen je za postavitev prvega planinskega zavetišča v Tamarju 1889. V Tamarju je 23. avgusta 1936 postavil Marijino kapelo, ki jo je blagoslovil ljubljanski škof Gregorij Rožman. Še danes je v poletnih mesecih v njej redno nedeljsko bogoslužje. 
Njegov brat Gašper Lavtižar je bil dolgoletni župan v Kranjski Gori, drugi brat Franc Lavtižar pa velik svetovni popotnik. Njegova sestra Marija Lavtižar je bila poročena z ljubljanskim trgovcem Gregorjem Trdino, ki je bil brat pisatelja Janeza Trdine. Druga dva brata sta se ponesrečila pri spravilu lesa. 

## Delo
Ohranjenih je več Lavtižarjevih cerkvenih skladb. Zložil je štiri operete, igro Ne v Ameriko in v župnišču uredil prvo gledališče v Ratečah. Poznan je kot krajepisec, posebej ga je zanimala zgodovina gorenjskih krajev: Zgodovina župnij in zvonovi v dekaniji Radovljica (1897), Zgodovina župnij v dekaniji Kranj (1898), Cerkve in zvonovi v dekaniji Kranj (1901). Njegova dela o zvonovih so dragocena, ker je večino zvonov med prvo svetovno vojno za vojaške potrebe zaplenila tedanja država Avstro-Ogrska. Tik pred upokojitvijo je napisal knjigo Zgodovinska knjiga župnije Rateče na Gorenjskem. V žanr zgodovinske povesti spadajo Bled in Briksen (1931), Junaška doba Slovencev (1935/36), Lipniški grad pri Radovljici (1939), v žanr biografije pa Primož Trubar (1935), Šentjoški gospod Šimen in njegovi sodobniki (1938), Naši zaslužni možje (1942).
Planinski pisatelj Janko Mlakar je o Josipu Lavtižarju leta 1952 zapisal: »Menda ni bilo v tistem času med Slovenci nikogar, ki bi bil toliko sveta obredel kakor Lavtižar. Prepotoval je vso Evropo, pogledal tudi v Ameriko, Azijo in Afriko. Če bi ga ne bila smrt prehitela, bi bil morda skočil tudi v Avstralijo.« Po svetu ga je gnala radovednost spoznavati ljudi in dežele, značaje in običaje. V knjižni obliki je izšlo šest njegovih potopisov (npr. Pri Severnih Slovanih, 1906).
V spomin na Josipa Lavtižarja občina Kranjska Gora s Kulturno-prosvetnim društvom Josip Lavtižar prireja tradicionalne Lavtižarjeve dneve, ki so posvečeni kulturi. Pred cerkvijo v Kranjski gori stoji doprsni kip pisatelja, ki ga je 2010 napravil Nikolaj Mašukov, pred cerkvijo v Ratečah pa doprsni kip, ki ga je 1993 napravil Metod Frlic.